# Egerbakta
Egerbakta là một thị trấn thuộc hạt Heves, Hungary. Thị trấn này có diện tích 32,37 km², dân số năm 2010 là 1484 người, mật độ 46 người/km².